# Керава
Керава (фин. Kerava, швед. Kervo) је град у Финској у округу Нова Земља. Према процени из 2006. у граду је живело 32.305 становника.

## Становништво
Према процени, у граду је 2006. живело 32.305 становника.
| 1990.  | 2000.  |
| ------ | ------ |
| 27.597 | 30.270 |